# نوبوکی ایکتاکا
نوبوکی ایکتاکا (ژاپنی: 池髙 暢希؛ زادهٔ ۵ آوریل ۲۰۰۰) یک بازیکن فوتبال اهل ژاپن است.
از باشگاه‌هایی که در آن بازی کرده‌است می‌توان به باشگاه فوتبال اوراوا رد دیاموندز، باشگاه فوتبال کاتالر تویاما و باشگاه فوتبال فوکوشیما یونایتد اشاره کرد.